# 年末長時間特別番組
特別番組 > 日本の長時間特別番組一覧 > 年末長時間特別番組
- 21世紀へのカウントダウンをテーマに、1992年〜2000年年末にTBS･JNN系列で生放送された大型特別番組（TBS 21世紀プロジェクト）。なお、1996年と1997年はオウム真理教事件の影響により中止となった。本項で番組年表を記す。
- 同じくTBSテレビで2012年より毎年大晦日から元日にかけて放送されている「年またぎスポーツ祭り」
- 1999年大晦日にフジテレビジョンで生放送された「ワールドカウントダウンスーパースペシャル24時間まるごとライブLOVE LOVE2000〜世界中の子供たちに僕らが愛でできること」、KinKi Kidsと吉田拓郎が司会。2000年の年明けと同時に、5km・10kmのニューイヤーファンランを行った。
- 1999年大晦日から2000年元旦までテレビ朝日で生放送された「24時間地球大騒ぎ!!カウントダウン2000」、ナビゲーターは江守徹、総合司会は島田紳助と小宮悦子で、徳永有美・龍円愛梨・野村真季各女子アナが各時間のインフォメーションを担当。
- 2007年大晦日から2008年元旦まで日本テレビで生放送された「26時間ちょっとテレビ」、総合司会は宮本隆治と宮崎宣子アナが開運ナビゲーターとして担当。

## 番組の歴史
以下、1.のTBS年末長時間特別番組年表
注・各番組は正式タイトルが長いため、省略タイトルと正式タイトルに分類。
| 回 | 放映日時                      | 番組省略タイトル | 番組正式タイトル                                                                       | テーマ                      | 総合司会           | 進行アナウンサー                           |
| -- | ----------------------------- | ---------------- | -------------------------------------------------------------------------------------- | --------------------------- | ------------------ | ------------------------------------------ |
| 1  | 1992年12月30日 - 1993年1月1日 | 39時間テレビ     | 元旦まで感動生放送!史上最大39時間テレビ「ずっとあなたに見てほしい 年末年始は眠らない」 | 時と感動                    | 筑紫哲也他         | 柴田秀一、有村かおり、下村健一他           |
| 2  | 1993年12月30日 - 12月31日     | 報道30時間テレビ | メディアが伝えた決定的瞬間!関口宏の報道30時間テレビ                                    | メディアが伝えた決定的瞬間! | 関口宏             | 三雲孝江、杉尾秀哉、久和ひとみ、浜尾朱美他 |
| 3  | 1994年12月30日 - 12月31日     | 報道30時間テレビ | 関口宏の報道30時間テレビ                                                               | -                           | 関口宏             | 三雲孝江、杉尾秀哉、久和ひとみ、浜尾朱美他 |
| 4  | 1995年12月30日 - 12月31日     | 報道30時間テレビ | 関口宏の報道30時間テレビ「メディアが伝えた決定的瞬間!」                                | メディアが伝えた決定的瞬間! | 関口宏             | 三雲孝江、杉尾秀哉、久和ひとみ、浜尾朱美他 |
| 5  | 1998年12月30日 - 12月31日     | テレビのちから   | 21世紀プロジェクト年越し30時間生放送!!テレビのちから                                   | You CAN do it!              | 福留功男、薬丸裕英 | 雨宮塔子、進藤晶子                         |
| 6  | 1999年12月30日 - 2000年1月1日 | 超える!テレビ    | 21世紀プロジェクト年越し38時間生放送 超える!テレビ                                     | -                           | 福留功男、薬丸裕英 | 進藤晶子                                   |
| 7  | 2000年12月30日 - 2001年1月1日 | SAMBA・TV        | 21世紀プロジェクト年越し38時間生放送 SAMBA・TV                                         | -                           | 福留功男、薬丸裕英 | 進藤晶子                                   |